# Frans Verhaeghe
Frans Verhaeghe (* 1945 in Ostende) ist ein belgischer Historiker und Mittelalterarchäologe. Er ist ein Pionier der Erforschung der materiellen Alltagskultur des europäischen Mittelalters.

## Leben
Verhaeghe studierte Geschichte mit Schwerpunkt Archäologie an der Universität Gent bei Adriaan Verhulst und Siegfried De Laet. 1967 schloss er das Studium mit einer Master-Thesis über bleiglasierte Irdenware aus Ausgrabungen in Antwerpen ab. Nach dem Studium arbeitete er bei einem Forschungsprojekt des belgischen Nationaal Fonds voor Wetenschappelijk Onderzoek (NFWO), das die Entwicklung der Mittelalterarchäologie in Flandern zum Ziel hatte. 1969 nahm Verhaeghe eine Stelle als wissenschaftlicher Mitarbeiter an der Universität Gent an, wo er 1974 promoviert wurde.
Im Anschluss an die Promotion erhielt Verhaeghe einen Lehrauftrag an der Universität Gent und hielt Seminare zur Mittelalterarchäologie und über Grabungsmethodik ab. 1977 bekam er einen unbefristeten Forschungsauftrag beim NFWO. Diese Stellung erlaubte es Verhaeghe in den 1980er und 1990er Jahren jährlich durchschnittlich fünf Publikationen zu veröffentlichen. Insgesamt verfasste Verhaeghe annähernd 200 Veröffentlichungen, die sich im wesentlich mit der mittelalterlichen Alltagskultur Mitteleuropas und deren materiellen Hinterlassenschaften, wie Keramik und Gläser, sowie mit der Entwicklung moderner Grabungsmethoden befassen.
1991 wechselte Verhaeghe vom Genter archäologischen Institut zum Institut für die Geschichte des Mittelalters derselben Universität. Zwischen 1993 und 1998 war er Forschungsdirektor des NFWO. 1998 wurde er an die Vrije Universiteit Brussel berufen und bekam den Lehrstuhl für Archäologie.
2005 trat er aus gesundheitlichen Gründen vorzeitig in den Ruhestand.

## Mitgliedschaften
Verhaeghe ist seit 1983 „Fellow“ der Society of Antiquaries of London.
Von 1993 bis 2002 war er Mitglied in der Koninklijke Commissie voor Monumenten en Landschappen. Weiterhin ist Verhaeghe Mitglied im Centre national de la recherche scientifique (CNRS) und im Flämischen Institut für Kulturerbe (IAP).